# Krzyż Laterański
Krzyż Laterański (wł. Pontificia Croce Lateranense) – odznaczenie honorowe w formie medalu, ustanowione 18 lutego 1903 przez papieża Leona XIII i nazwany na cześć bazyliki Świętego Jana na Lateranie w Rzymie. Od 1954 nie jest odznaczeniem państwowym Stolicy Apostolskiej.

## Nadawanie
Nie był nadawany bezpośrednio przez papieża, tylko przez Kapitułę Katedralną Bazyliki Świętego Jana, jako nagroda dla wierzących obojga płci za zasługi świadczone względem arcybazyliki, jej kapituły lub Stolicy Świętej.

## Wygląd
Medal odznaczenia może być zrobiony z brązu, srebra lub złota w zależności od stopnia odznaczenia. Składa się z krzyża greckiego (crux immissa quadrata), z umieszczonymi na awersie wizerunkami Jana Ewangelisty po prawej stronie, Jana Chrzciciela po lewej stronie, Świętego Piotra na górze, Świętego Pawła na dole oraz Chrystusa Odkupiciela na środku krzyża. Rewers krzyża jest grawerowany łacińskimi nazwami każdego świętego przedstawionego z drugiej strony (Joanes, Batis, Petrus, Paulus), a także symbolem Chrystusa „☧”(Chi Rho) wewnątrz okręgu. Krzyż zawieszony jest na metalowej zawieszce z wygrawerowanym napisem Sacrosancta lateranensis ecclesia omnium urbis et orbis ecclesiarum mater et caput (Najświętszy kościół laterański, Matka i Głowa kościołów całego Miasta i Świata), która przymocowana jest do czerwonej wstążki z niebieskimi paskami po bokach. Medal został wykonany w licznych odmianach: z krzyżem wpisanym w okrąg, bez okręgu lub w formie pełnego, okrągłego medalu z wypukłym krzyżem.

## Odznaczeni
- Z tym tematem związana jest kategoria: Odznaczeni Krzyżem Laterańskim.